# Trophée Macgregor-Kilpatrick
Pour les articles homonymes, voir Kilpatrick.
Le trophée Macgregor-Kilpatrick est attribué annuellement au champion de la saison régulière de la Ligue américaine de hockey. Il est baptisé en l'honneur de Macgregor Kilpatrick.
Ce trophée a été créé en 1997. Précédemment, lorsque la ligue ne comptait qu'une division, soit de 1953 à 1961 puis en 1967, le vainqueur de la saison recevait le trophée F.-G.-« Teddy »-Oke .

## Avant le trophée
Les équipes suivantes ont terminé la saison régulière de la ligue américaine de hockey avant l'instauration du trophée.
- 1936-1937 - Ramblers de Philadelphie
- 1937-1938 - Barons de Cleveland
- 1938-1939 - Ramblers de Philadelphie
- 1939-1940 - Reds de Providence
- 1940-1941 - Reds de Providence
- 1941-1942 - Capitals d'Indianapolis
- 1942-1943 - Bears de Hershey
- 1943-1944 - Barons de Cleveland
- 1944-1945 - Barons de Cleveland
- 1945-1946 - Bisons de Buffalo
- 1946-1947 - Barons de Cleveland
- 1947-1948 - Barons de Cleveland
- 1948-1949 - Reds de Providence
- 1949-1950 - Barons de Cleveland
- 1950-1951 - Barons de Cleveland
- 1951-1952 - Hornets de Pittsburgh
- 1952-1953 - Barons de Cleveland
- 1953-1954 - Bisons de Buffalo
- 1954-1955 - Hornets de Pittsburgh
- 1955-1956 - Reds de Providence
- 1956-1957 - Reds de Providence
- 1957-1958 - Bears de Hershey
- 1958-1959 - Bisons de Buffalo
- 1959-1960 - Indians de Springfield
- 1960-1961 - Indians de Springfield
- 1961-1962 - Indians de Springfield
- 1962-1963 - Bisons de Buffalo
- 1963-1964 - As de Québec
- 1964-1965 - Americans de Rochester
- 1965-1966 - As de Québec
- 1966-1967 - Hornets de Pittsburgh
- 1967-1968 - Americans de Rochester
- 1968-1969 - Bisons de Buffalo
- 1969-1970 - Voyageurs de Montréal
- 1970-1971 - Clippers de Baltimore
- 1971-1972 - Braves de Boston
- 1972-1973 - Swords de Cincinnati
- 1973-1974 - Americans de Rochester
- 1974-1975 - Reds de Providence
- 1975-1976 - Voyageurs de la Nouvelle-Écosse
- 1976-1977 - Voyageurs de la Nouvelle-Écosse
- 1977-1978 - Mariners du Maine
- 1978-1979 - Mariners du Maine
- 1979-1980 - Nighthawks de New Haven
- 1980-1981 - Bears de Hershey
- 1981-1982 - Hawks du Nouveau-Brunswick
- 1982-1983 - Americans de Rochester
- 1983-1984 - Skipjacks de Baltimore
- 1984-1985 - Whalers de Binghamton
- 1985-1986 - Bears de Hershey
- 1986-1987 - Canadiens de Sherbrooke
- 1987-1988 - Bears de Hershey
- 1988-1989 - Canadiens de Sherbrooke
- 1989-1990 - Canadiens de Sherbrooke
- 1990-1991 - Americans de Rochester
- 1991-1992 - Canadiens de Fredericton
- 1992-1993 - Rangers de Binghamton
- 1993-1994 - Maple Leafs de Saint-Jean
- 1994-1995 - River Rats d'Albany
- 1995-1996 - River Rats d'Albany
- 1996-1997 - Phantoms de Philadelphie

## Vainqueurs
- 1997-1998 - Phantoms de Philadelphie
- 1998-1999 - Bruins de Providence
- 1999-2000 - Wolf Pack de Hartford
- 2000-2001 - IceCats de Worcester
- 2001-2002 - Sound Tigers de Bridgeport
- 2002-2003 - Bulldogs de Hamilton
- 2003-2004 - Admirals de Milwaukee
- 2004-2005 - Americans de Rochester
- 2005-2006 - Griffins de Grand Rapids
- 2006-2007 - Bears de Hershey
- 2007-2008 - Bruins de Providence
- 2008-2009 - Moose du Manitoba
- 2009-2010 - Bears de Hershey
- 2010-2011 - Penguins de Wilkes-Barre/Scranton
- 2011-2012 - Admirals de Norfolk
- 2012-2013 - Bruins de Providence
- 2013-2014 - Stars du Texas
- 2014-2015 - Monarchs de Manchester
- 2015-2016 - Marlies de Toronto
- 2016-2017 - Penguins de Wilkes-Barre/Scranton
- 2017-2018 - Marlies de Toronto
- 2018-2019 - Checkers de Charlotte
- 2019-2020 - Admirals de Milwaukee
- 2020-2021 - Bears de Hershey
- 2021-2022 - Wolves de Chicago